# コンセルトヘボウ
コンセルトヘボウ（オランダ語: Concertgebouw）は、オランダ・アムステルダムにあるコンサートホール。
ボストンのシンフォニーホール、ウィーンのウィーン楽友協会と同様に、戦前からの姿をそのままに伝える音響の優れたシューボックス型のコンサートホールとして広く知られる。

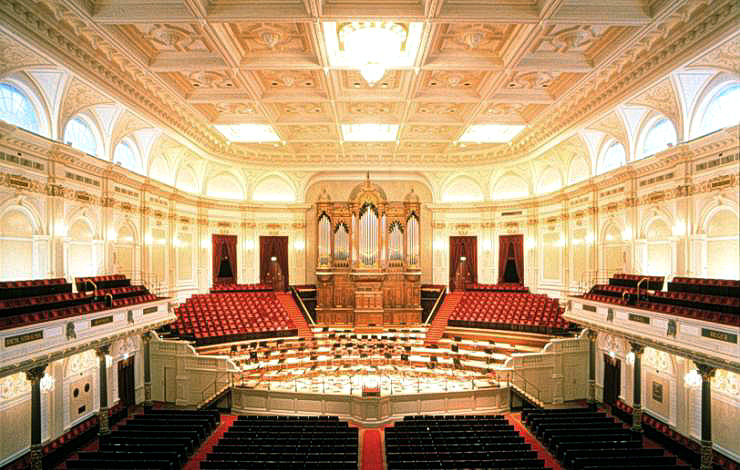
Grote Zaal

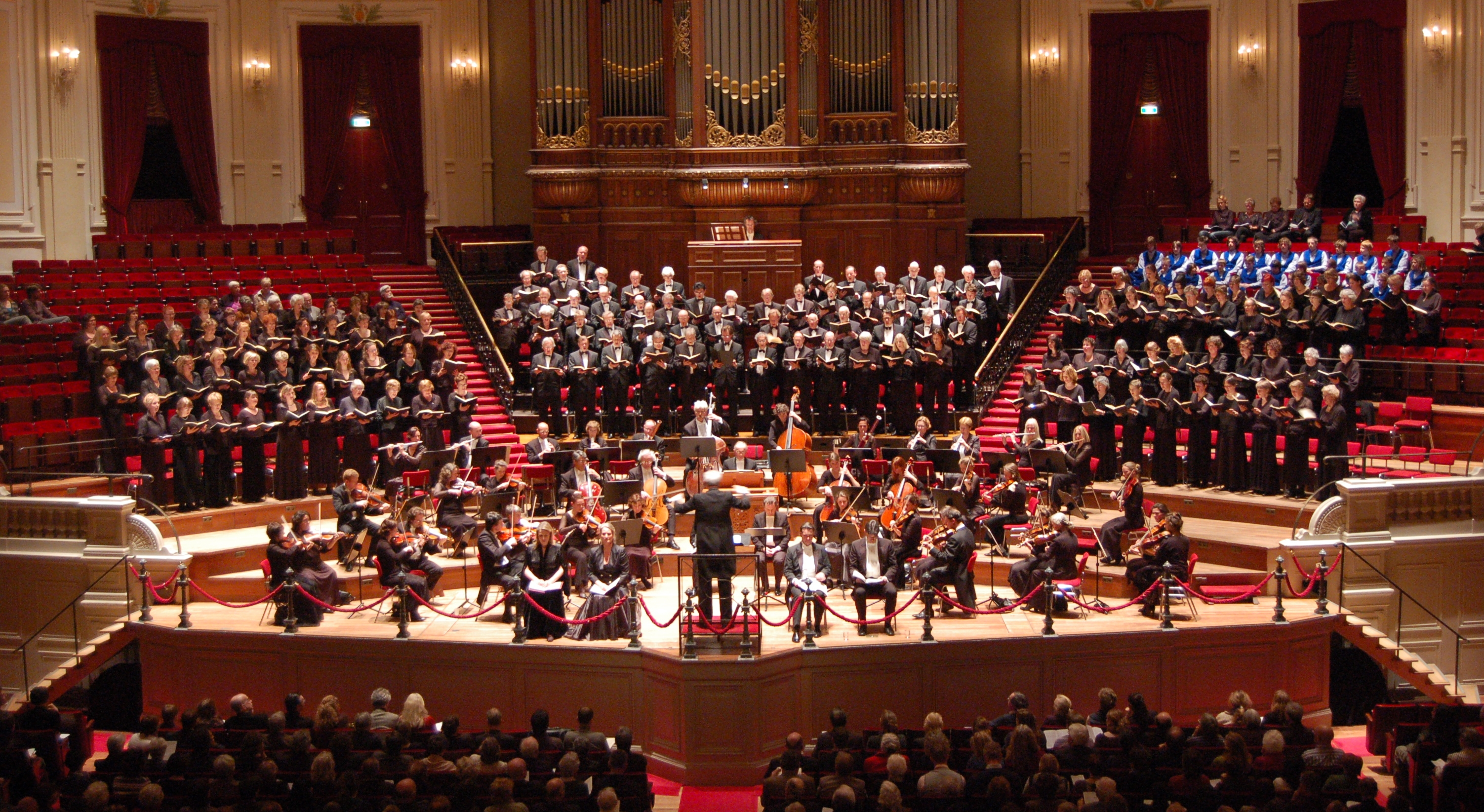
演奏風景

Concertgebouw の発音は正しくはコンセルトヘバウであるが、日本での表記はコンセルトヘボウが定着している。

## 沿革・概要
1888年4月にこけら落とし。ロイヤル・コンセルトヘボウ管弦楽団の本拠地として使用されている。
大ホールと小ホールがある。大ホールは座席数2037席で、残響は観客なしで2.8秒となっている。小ホールは座席数478席で、アンサンブルの演奏会が中心である。

## プログラム
クラシック音楽に偏らず、ジャズや民族音楽など幅広いジャンルのコンサートが催されている。おおよその割合はクラシック5、ジャズ3、その他2である。近年ロック系のプログラムは稀だが、1969年9月にはイングランドのロック・バンドのピンク・フロイドやザ・フーのコンサートが催された。
ほとんどのプログラムにはスポンサーが付いており、そのためチケット代は通常20～30ユーロ程度と安価に抑えられている。また、ほとんどのチケットには、当日限りGVB（アムステルダム市営交通会社）全線無料の権利が付いている。トラム・バスが各6路線ずつ通っており便利なため、普段は運転手以外にネクタイを見かけることすら稀なトラム・バスにあって、コンサートの前後の時間に限って正装の男女がひしめくという、オランダならではの光景が発生する。
オランダ社会の特質によって、厳格なドレスコードは無く、服装によって入場を断られることは無いが、カジュアルでは居心地が悪かったり、フォーマル過ぎて浮くこともあるので、演目や時間帯によって各自で判断されたい。
時には、23:59開演のジャズコンサートなど、風変わりな出し物もある。
ツアーシーズンである夏季を除く期間、ほぼ毎水曜昼に無料のランチコンサートが催されている。新進演奏家を起用したオリジナルのプログラムや、トライアウト的な位置付けのものが多いが、時には大ホールのゲネプロを兼ねたことも多く、無料とは言え質は決して低くはない。
日曜日には、多くの教会で礼拝・日曜学校の終わる11時頃から、家族向けの安価なコンサートも開かれている。
ホールそのものの見学ツアーや、プロによる器楽レッスンなど、コンサート以外の催しも多彩である。

## 建築として
それまでに市内にあった音楽ホールの老朽化を受けて、新しいホールの建設を期した「コンセルトヘボウ協会」は1881年に発足した。メンバーの中には、アムステルダム国立美術館等を設計したP.J.H.カイペルスもいたが、コンセルトヘボウの設計には直接携わっていない。1883年に、2,000人収容の大ホールと、併設する小ホールという課題で実施されたコンペの結果、オランダ乗馬学校を設計したA.L.ファン・ヘントのプランが採用された。後にこの二人は共同でアムステルダム中央駅の設計に携わる。
ヘントによる、ネオ・ルネサンスと新古典主義を折衷した、威容あるファサードが特徴的なホールは、1888年4月11日に落成した。
音楽堂に関する特別な知識を持たないヘントの設計した大ホールの空間は、体育館や学校の講堂のような直方体であり、あまつさえ片側の上層部分に外光を取り入れるための大窓が並ぶという、音楽堂として致命的に非常識なものであったが、何故かオーケストラを入れて演奏してみると奇跡的に素晴らしい残響効果が起きた。
アムステルダム市内は、ほとんどが帯水層上の干拓地であるが、特に中心市街の南郊として後期に干拓され地盤の軟弱なこの地区では、1万トンを越す重量を持つホールは、2,186本の木の支持杭をもってしても、当初より慢性的に地盤沈下に悩まされていた。
倒壊寸前の危機的状況を迎えた1983年、帯水層の下にコンクリート基礎を流し込み、支持杭も400本に及ぶ現代的な金属製のものに置き換える大工事が行われた。
その後、1988年に、東翼（向かって左）に更なる補強や旧構造の保護も兼ねて、2層建ての鉄柱と大ガラスによる現代的な新エントランスが、P.デ・ブラインによる設計で増築された。この部分にはインフォメーション・チケットカウンターやカフェも入っている。